# Westerfield

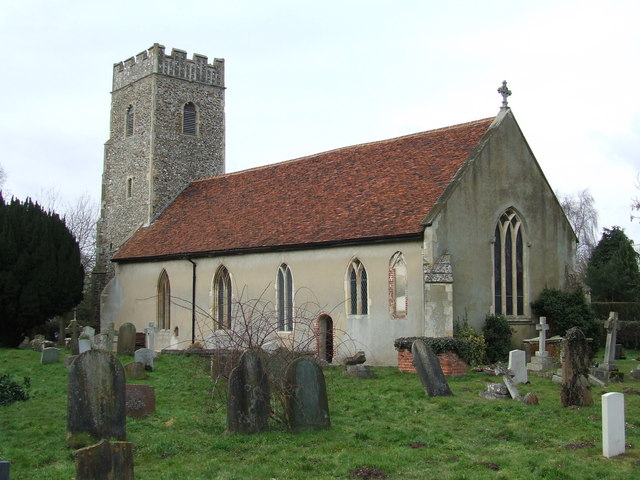
Iglesia de Santa María Magdalena en Westerfield

Westerfield es un pequeño pueblo situado a unas dos millas al norte de Ipswich, en Suffolk. Está comunicado por tren a través de la estación de ferrocarril de Westerfield, que forma parte de la línea Ipswich-Lowestoft East Suffolk. El pueblo cuenta con dos pubs, así como con una iglesia. 
La zona situada al sur de la vía férrea pertenece al municipio de Ipswich, aunque la zona al norte de la vía férrea se encuentra dentro de la costa de Suffolk. El ferrocarril está a unos 500 metros del centro del pueblo. El servicio ferroviario proporciona servicios hacia Ipswich, Felixstowe y Woodbridge, y más lejos.
El pueblo celebra una fiesta de los exploradores, y una fiesta de la iglesia, cada año. Estas fiestas incluyen juegos tradicionales, en los cuales participan tanto los habitantes del pueblo como gentes venidas de los alrededores. 
La aldea tenía una escuela primaria local, así como una pequeña oficina de correos. Aún conserva un bonito ayuntamiento, que es la sede del primer grupo de exploradores de Westerfield, así como de un grupo de Castor y Cachorro.
Hay problemas de exceso de velocidad a lo largo de la carretera de Westerfield, que atraviesa el centro del pueblo.

## Otros sitios web
- Sitio web de Westerfield Village

- Datos: Q2232624
- Multimedia: Westerfield / Q2232624